# Порфирій (Кульчицький)
Порфи́рій Кульчи́цький (світське ім'я Петро, пол. Porfiriusz Kulczycki; пом. 1719) — архієрей Руської унійної церкви, єпископ пінсько-турівський (2 вересня 1703 — 1716). 
На думку польської дослідниці Дороти Вереди, Петро, найімовірніше, походив із волинського містечка Ратне, за іншими даними — з Галичини. Як вказував сам Кульчицький, батько також був священником, що, однак, не виключає його шляхетського походження.   